# Strangulation

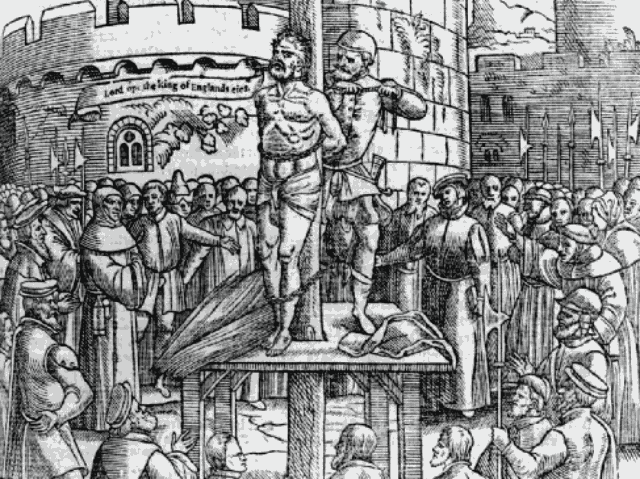
Martyre de William Tyndale, étranglé avant d'être brûlé.

Pour les articles homonymes, voir Étranglement.
 (avril 2020).
Si vous disposez d'ouvrages ou d'articles de référence ou si vous connaissez des sites web de qualité traitant du thème abordé ici, merci de compléter l'article en donnant les références utiles à sa vérifiabilité et en les liant à la section « Notes et références ».
La strangulation ou l'étranglement est l'action de serrer l'avant du cou pour comprimer les veines jugulaires, les artères carotides et/ou la trachée. Elle peut causer l'évanouissement puis la mort par asphyxie.
La strangulation peut être volontaire (tentative de suicide, meurtre, exécution, pratique érotique) ou accidentelle (compression par la chute d'un objet, vêtement happé par une machine).

## Traumatologie
La compression du cou entraîne selon le niveau de pression exercé :
- la fracture de l'os hyoïde situé au-dessus du larynx : c'est le seul cas où la rupture de celui-ci peut intervenir (en médecine légale c'est une preuve irréfutable de strangulation).
- la compression des veines jugulaires, empêchant le retour du sang depuis la tête vers le cœur, d'où un œdème et une cyanose visibles au niveau de la face et de la langue, et un œdème cérébral entraînant une perte de connaissance assez lente suivie d'un décès assez tardif.
- la compression des artères carotides : ces artères alimentant le cerveau en sang, celui-ci se retrouve privé d'oxygène, ce qui entraîne une ischémie cérébrale qui se traduit par  des troubles de la conscience, puis la mort. 
  - Un cas particulier est la compression sur ces artères de capteurs de pression (les « glomi ») qui entraîne un ralentissement extrême et immédiat du cœur jusqu'à la syncope et l'arrêt cardiaque. C'est ce phénomène qui entraîne les accidents liés au « jeu du foulard ».
- la compression des voies aériennes nécessite une très forte pression, et l'écrasement de la trachée est une éventualité rare, cette dernière étant protégée par des anneaux de cartilage. Plus fréquemment, c'est la base de la langue, repoussée par la pression externe, qui vient obstruer le carrefour des voies aériennes et digestives. S'ensuit une asphyxie du sujet.
- l'apparition d'hémorragie pétéchiale - taches rouges - au niveau du blanc de l'œil et/ou de l'intérieur des paupières : ceci est dû à la rupture des capillaires surpressurisés.

Des sensations induites par l'hypoxie sont recherchées par certaines personnes dans des pratiques érotiques (dites asphyxie érotique), pouvant causer des accidents mortels.
Il est démontré que des étranglements répétés, dans le cas de violence conjugale par exemple, exposent à des séquelles se manifestant par des symptômes médicaux spécifiques (troubles neurologiques et des troubles psychologiques de plus en plus fréquents, aves stress post-traumatique) ; pourtant une étude (2001) ayant porté sur 100 femmes ayant subi des étranglements répétés au Texas, a montré que, « malgré l’augmentation de la fréquence des symptômes, seulement 39 % des victimes de strangulation multiple ont demandé des soins médicaux. Ces observations appuient fortement la nécessité pour les professionnels de la santé de s’enquérir de l’incidence de l’étranglement, d’examiner de près la victime pour trouver des preuves de blessures causées par les attaques et de recommander des soins immédiats en prévision des besoins médicaux à long terme potentiels ».

## Statistiques, prévalence
Les étranglements mortels et plus encore non-mortels sont sous-diagnostiqués, et leur nombre sous-estimé. Mais quelques études montrent qu'il concerne surtout des femmes, et qu'il survient presque toujours dans le cadre de violence domestique (violences sexuelles dans le couple, longtemps négligées par les statistiques car sous-déclarées et faisant moins l'objet de soins), de la part du conjoint ou d'un proche. Une étude (2010) basés sur 10 ans d'observation (chez 102 victimes vivantes d’étranglement ayant fait l'objet dans le Kentucky et le sud de l’Indiana d'une évaluation médico-légale par un médecin légiste d’État) a trouvé que les victimes avaient été étranglées par des mains dans 83% des cas, par un « partenaire intime » dans 79 % des cas. 38 % des victimes évoquent des antécédents de violence conjugale (et 13 % avaient aussi des antécédents d’agression sexuelle). 38% ont perdu connaissance à cette occasion. 9 % étaient alors enceintes. Chez ces femmes, des traces de traumatismes contondants anciennes sont retrouvées sur la tête et le cou et ailleurs sur le corps.
En Australie, une étude ayant porté sur 1064 femmes victimes d'étranglement non mortel (dont 77,4 % ont allégué avoir été victimes d’une agression sexuelle), c'est le conjoint ou un partenaire intime qui est le plus souvent coupable, et fréquemment récidivant (« parmi les femmes agressées par un partenaire intime, 22,5 % ont donné des antécédents de SNF, comparativement à moins de 6 % des femmes agressées par d’autres types d’agresseurs »)

## Strangulation pénale
L'étranglement a été également pendant longtemps un mode d'exécution pour la peine capitale, pratiquée un peu partout dans le monde à des périodes différentes.
- En Orient (notamment en Chine), il était d'usage d'enserrer la tête du condamné dans une cangue[a] disposée à l'horizontale sur un échafaudage, de façon que les pieds du supplicié ne touchent pas le sol (ceux-ci étant parfois lestés d'une lourde pierre pesant jusqu'à 100 kg).

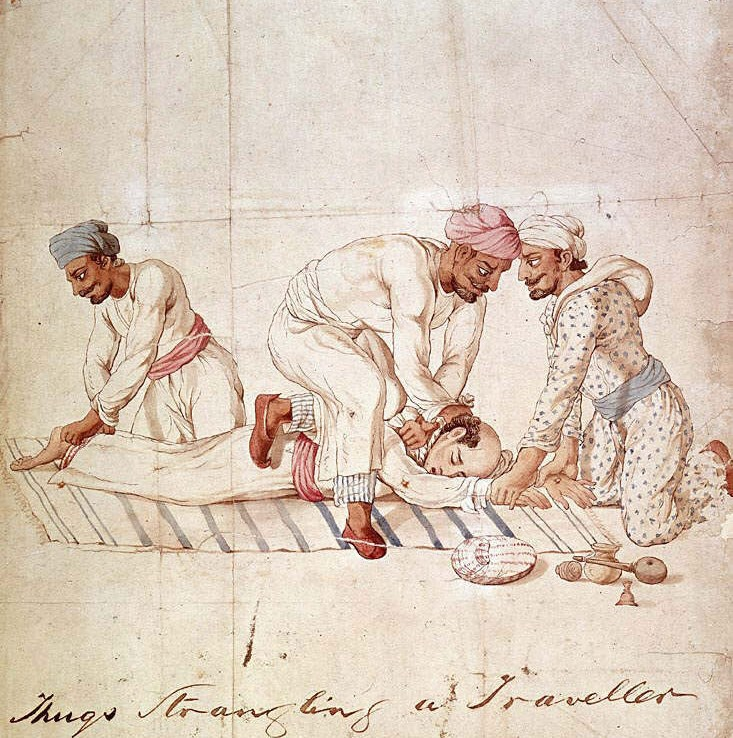
Aquarelle (1837) d'un artiste inconnu représentant trois thugs étranglant un voyageur. Produite à Lucknow sur la base de descriptions de leaders thugs emprisonnés.

- En Europe, dans l'Antiquité, chez les Romains, il était souvent d'usage d'étrangler les condamnés dans leur cellule à l'aide d'une cordelette (mort de Vercingétorix, par exemple). Rarement utilisée par la suite, la strangulation fut cependant utilisée pour abréger les souffrances des suppliciés qui avaient expié leurs crimes, mais avaient été condamnés à des peines plus lourdes (bûcher, roue ou écartèlement, par exemple) : c'est la pratique dite du retentum. Toutefois, quelques pays européens pratiquèrent ce mode d'exécution selon des techniques différentes, jusqu'au milieu des années 1970 :
  - En Autriche-Hongrie et en Italie, on utilisait la méthode dite « Pendaison autrichienne ». Celle-ci consistait à enserrer le cou du condamné à une corde attachée au sommet d'un poteau de façon que ses pieds ne touchent pas le sol. Parfois, l'un des bourreaux qui était placé derrière lui sur une échelle, lui tenait la tête. Tandis qu'un ou deux autres s'accrochaient aux pieds du supplicié, accélérant ainsi sa mort. Cette technique fut utilisée une dernière fois en Italie en 1945, pour l'exécution de miliciens fascistes.
  - En Espagne l'utilisation du garrote vil (le « lacet étrangleur » en français) était fréquente. Elle consistait à asseoir le condamné sur une plate-forme, adossé à un poteau percé d'un trou par lequel on introduisait la boucle d'une corde de chanvre que l'on rétrécissait en la tournant à l'aide d'un bâton. Par la suite la machine fut modifiée, on remplaça la corde par une chaîne, puis par un collier métallique, auquel était assujettie une vis filetée qui traversait le poteau par un système de crémaillère, diminuant ainsi le diamètre du collier et déterminant l'étranglement. Cette vis était actionnée par une grosse clef, puis plus tard par une manivelle. Trois ou quatre tours suffisaient alors à l'exécution. Un système de balancier avec des contre-poids y fut adjoint par la suite pour faciliter le travail du bourreau. De surcroît, il fut également posé sur le poteau une protubérance permettant d'écraser en même temps le cervelet du supplicié. Elle fut également un mode légal d'exécution en Bolivie, à Cuba, aux Philippines et à Porto Rico jusqu'au début des années 1900. L'Espagne l'abandonna à la mort de Franco, les deux derniers condamnés à mort espagnol à subir ce châtiment étant le militant anarchiste Salvador Puig i Antich et l'Allemand Heinz Chez (de), exécutés tous deux le même jour, le 2 mars 1974.

## Strangulation criminelle

### Coup du père François

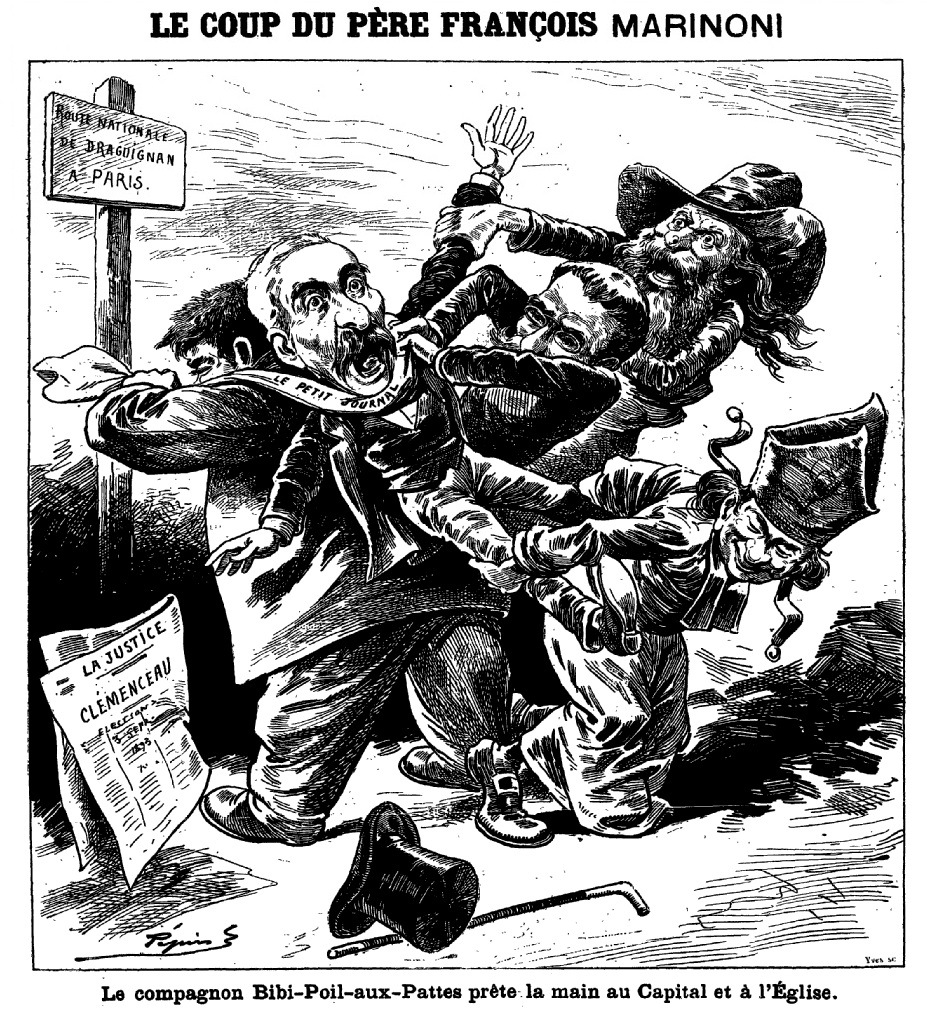
Caricature de Pépin comparant au coup du père François l'action de la ligue formée contre Clemenceau lors des élections législatives françaises de 1893.

Le coup du père François, aussi appelé  vol à l'étranglement ou coup en traître, est une technique ancienne de strangulation, s'exécutant à l'aide d'un foulard ou d'une ceinture. Elle se pratique généralement ainsi, à deux personnes :
- un complice s'adresse à la victime (renseignement, pour du feu, etc.) ;
- l'agresseur s'avance par-derrière avec une ceinture ou un foulard tenu dans ses mains ;
- il passe la ceinture par-dessus la tête de la victime ;
- l'agresseur pivote sur lui-même en tirant la ceinture des deux mains sur une épaule, comme pour charger un sac de légumes sur le dos (technique parfois appelée charriage à la mécanique).

Elle provoque la mort en quelques instants.

## Strangulation accidentelle
Ce fut le cas pour Isadora Duncan.

## Dans la culture populaire
- Au début du troisième épisode du Seigneur des Anneaux, Gollum étrangle son ami jusqu'à la mort pour s'accaparer l'anneau de pouvoir.

### Articles liés
- Asphyxie
- Lacet étrangleur
- Méthodes d'exécution
- Pendaison
- Thug
- Cycnos fils de Poséidon est tué au combat par Achille par strangulation dans la mythologie grecque[8]